# Municipio de Flandreau
El municipio de Flandreau (en inglés: Flandreau Township) es un municipio ubicado en el condado de Moody en el estado estadounidense de Dakota del Sur. En el año 2020 tenía una población de 360 habitantes y una densidad poblacional de 4,00 personas por km².

## Geografía
El municipio de Flandreau se encuentra ubicado en las coordenadas 44°4′10″N 96°35′5″O / 44.06944, -96.58472. Según la Oficina del Censo de los Estados Unidos, el municipio tiene una superficie total de 90.1 km², de la cual 89,39 km² corresponden a tierra firme y (0,79 %) 0,71 km² es agua.

## Demografía
Según el censo de 2010, había 372 personas residiendo en el municipio de Flandreau. La densidad de población era de 4,13 hab./km². De los 372 habitantes, el municipio de Flandreau estaba compuesto por el 53,23 % blancos, el 43,55 % eran amerindios, el 0,27 % eran de otras razas y el 2,96 % eran de una mezcla de razas. Del total de la población el 0,27 % eran hispanos o latinos de cualquier raza.